# Мирславль

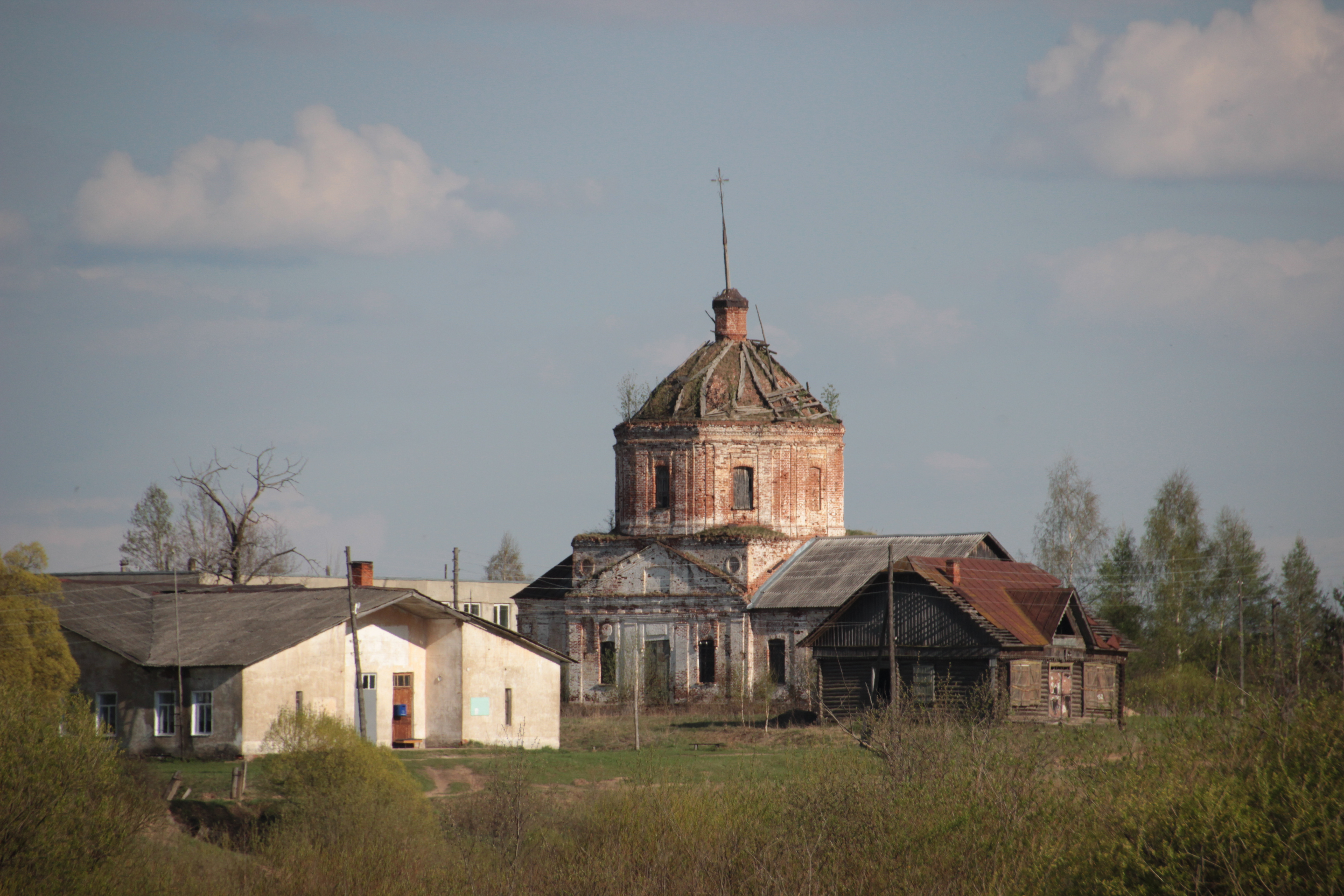
Никольская церковь села Мирславль Гаврилово-Посадского района Ивановской области

Мирславль — село в Гаврилово-Посадском районе Ивановской области России, входит в состав Новосёлковского сельского поселения.

## География
Село расположено на берегу реки Нерль в 22 км на север от центра поселения села Новосёлка и 31 км на северо-запад от райцентра города Гаврилов Посад.

## История
Время основания в селе церкви неизвестно, но, несомненно, она существовала во второй половине XVIII столетия, так как упоминается в числе сел и приходов Суздальской епархии. Существующая каменная церковь построена в 1801 году на средства прихожан, каменная колокольня была утрачена. Престолов в церкви два: в честь преподобного Сергия Радонежского Чудотворца и во имя Святителя и Чудотворца Николая. В 1893 году приход включал село и деревни: Студенец, Быстри, Мышкино и Новое. Дворов в приходе 116, мужчин — 336, женщин — 360.
В конце XIX — начале XX века село являлось центром Мирславской волости Юрьевского уезда Владимирской губернии.
С 1929 года село являлась центром Мирславского сельсовета Гаврилово-Посадского района, с 2005 года — в составе Лобцовского сельского поселения, с 2009 года — в составе Новосёлковского сельского поселения.

## Население
| 1859 | 1905 | 2010 |
| ---- | ---- | ---- |
| 312  | ↘293 | ↘102 |

## Достопримечательности
В селе расположена недействующая Церковь Николая Чудотворца (1801)